# Флеш Эсбиньон (женская)
Флеш Эсбиньон (фр. Flèche Hesbignonne) — шоссейная однодневная велогонка, проходившая по территории Бельгии с 2004 по 2009 года. Является женской версией мужской гонки Флеш Эсбиньон.

## История
Гонка была создана в 2004 году и изначально проходила в рамках национального календаря. В 2006 году прошла в рамках Женского мирового шоссейного календаря UCI. Затем после двух лет отсутствия прошла ещё раз в рамках национального календаря.
Маршрут гонки проходил в Крас-Аверна провинции Льеж региона Валлония который расположен на исторической территории Эсбе (фр. Hesbaye, нидерл. Haspengouw). Протяжённость дистанции была от 90 на национальном до 112,4 км на мировом уровне.

## Призёры
| Год  | Победитель     | Второй          | Третий          |
| ---- | -------------- | --------------- | --------------- |
| 2004 | Дебби Мансвелд |                 |                 |
| 2005 | Корин Хиркенс  | Людивин Генрион | Ан Ван Ри       |
| 2006 | Хантал Белтман | Кэти Уотт       | Людивин Генрион |
| 2009 | Карин Потумс   | Фиона Дютрио    | Ленси Деббудт   |